# Keinprechthütte
Die Keinprechthütte ist eine Schutzhütte der Sektion Wien des Österreichischen Alpenvereins. Sie liegt in den Schladminger Tauern in der Steiermark am Zentralalpenweg.

## Geschichte
Die Alpine Gesellschaft Preintaler hatte 1907 das sogenannte Herrenhäusl am Zinkboden gepachtet, die „alte Keinbrechthütte“. Sie trat das Herrenhäusl 1912 an den Deutschen und Österreichischen Alpenverein ab. Als dieses für den Besucherstrom zu klein geworden war, erwarb die Sektion Wien des DuOeAV 1919 von der Bergbaugesellschaft „AG Erzhütte“ eine Unterkunft auf dem Zinkboden, die zur neuen Keinprechthütte ausgebaut wurde. Sie hatte vierzehn Schlafplätze. 1979 wurde die Hütte um einen Gastraum, Waschräume und ein Matratzenlager erweitert; 1992 ein Pächterzimmer mit Dusche und neuem Keller eingerichtet. Beim Umbau brach der Fußboden des Matratzenlagers ein, weil die Fundamentbalken der Hütte vermodert waren. Die Umbaukosten verdoppelten sich von 350.000 öS auf 700.000 öS. Bei einem weiteren Umbau 2002 entstanden ein neues Matratzenlager und vier kleine Zimmer, das Dach wurde erneuert. Die Kosten dafür betrugen ca. 1,5 Mio. öS (110.000 Euro). Ein geplanter Küchenzubau und der Bau des von der Bezirkshauptmannschaft vorgeschriebenen Gasflaschenlagers mussten verschoben werden. 
Hüttenwart ist derzeit (Stand 2019) Erhard Fischbacher. Der Winterraum ist mit Alpenvereinsschloss versehen und mit Alpenvereinsschlüssel zugänglich.

## Aufstieg
- Eschachboden (1100 m), Gehzeit: 2½ Stunden Von Schladming bis Eschachalm mit dem PKW
- Hopfriesen (1040 m), Gehzeit: 3 Stunden
- Mariapfarr (1120 m) Gehzeit: 5 Stunden

## Touren
- Graunock (2477 m)
- Hochgolling (2863 m), Gehzeit: 5 Stunden
- Kübel (2354 m)
- Krukeck (2428 m), Gehzeit: 1½ Stunden
- Pietrach (2396 m), Gehzeit: 2 Stunden
- Rotmandlspitze (2453 m), Gehzeit: 1¾ Stunden
- Sauberg (2520 m), Gehzeit: 2 Stunden
- Vetternspitzen (2524 m), Gehzeit: 2½ Stunden
- Zinkwand (2442 m), Gehzeit: 2 Stunden
- Zinkwandstollen (2300 m), Gehzeit: 4 Stunden mit Übergang zur Ignaz-Mattis-Hütte

## Übergang zu anderen Hütten
- Duisitzkarsee (1648 m), Gehzeit: 1½ Stunden
- Gollinghütte (1641 m), Gehzeit: 5 Stunden
- Ignaz-Mattis-Hütte (1986 m), Gehzeit: 3 Stunden
- Landawirseehütte, (1985 m), Gehzeit: 2 Stunden